# Campeonato salvadoreño 1950-51
El Campeonato salvadoreño de fútbol 1950-51 fue el segundo torneo de la Primera División de El Salvador de fútbol profesional salvadoreño en la historia.
El Dragón fue el campeón del fútbol salvadoreño. El Dragón también hizo historia al ser el primer club en ser campeón del departamento de San Miguel y de la zona occidental del país.

## Formato
El formato del torneo era de todos contra todos a dos vueltas (aunque no se jugaron todos los partidos, debido a que eran irrelevantes para el destino del campeonato).
Los puntos obtenidos por cada enfrentamiento fueron los siguientes:
- 2 puntos por victoria
- 1 punto por empate
- 0 puntos por derrota

El equipo con más puntos acumulados en la tabla, sería el campeón.

## Ascensos y descensos
| Pos | Descendidos de la Primera División |
| --- | ---------------------------------- |
| 1º  | 11 Municipal                       |
| 2º  | Libertad                           |
| 8º  | Alacranes                          |
| 9º  | España                             |
| 12º | Cuscatleco                         |
| 13º | Quequeisque                        |

| Ascendidos       |
| ---------------- |
| Alacranes        |
| Atlético Marte   |
| Olímpico Litoral |

## Equipos participantes
| Equipo            | Municipio    | Departamento |
| ----------------- | ------------ | ------------ |
| Alacranes         | San Salvador | San Salvador |
| Atlético Marte    | San Salvador | San Salvador |
| Dragón            | San Miguel   | San Miguel   |
| FAS               | Santa Ana    | Santa Ana    |
| Ferrocarril       | Sonsonate    | Sonsonate    |
| Independiente     | San Vicente  | San Vicente  |
| Juventud Olímpica | Acajutla     | Sonsonate    |
| Luis Ángel Firpo  | Usulután     | Usulután     |
| Olímpico Litoral  | La Unión     | La Unión     |
| Santa Anita       | Santa Ana    | Santa Ana    |

## Tabla de posiciones
| Pos. | Equipo            | Pts. | PJ | G | E | P | GF | GC | Dif. | Clasificación |
| ---- | ----------------- | ---- | -- | - | - | - | -- | -- | ---- | ------------- |
| 1    | Dragón            | 13   | 9  | 5 | 3 | 1 | 18 | 12 | +6   | Campeón       |
| 2    | FAS               | 12   | 9  | 5 | 2 | 2 | 34 | 14 | +20  |               |
| 3    | Atlético Marte    | 12   | 9  | 5 | 2 | 2 | 24 | 17 | +7   |               |
| 4    | Luis Ángel Firpo  | 10   | 9  | 3 | 4 | 2 | 24 | 16 | +8   |               |
| 5    | Ferrocarril       | 10   | 9  | 3 | 4 | 2 | 22 | 16 | +6   | Descendido    |
| 6    | Santa Anita       | 9    | 9  | 3 | 3 | 3 | 15 | 8  | +7   |               |
| 7    | Juventud Olímpica | 8    | 9  | 2 | 4 | 3 | 9  | 14 | −5   |               |
| 8    | Independiente     | 6    | 9  | 3 | 0 | 6 | 14 | 20 | −6   |               |
| 9    | Olímpico Litoral  | 6    | 9  | 2 | 2 | 5 | 15 | 32 | −17  | Descendido    |
| 10   | Alacranes         | 4    | 9  | 1 | 2 | 6 | 11 | 37 | −26  | Descendido    |

 Fuente: RSSSF
|                            |
|                            |
| Campeón Dragón 1.er título |